# Ludwigsstadt
Ludwigsstadt – miasto w Niemczech, w kraju związkowym Bawaria, w rejencji Górna Frankonia, w regionie Oberfranken-West, w powiecie Kronach. Leży w Lesie Turyńskim, przy linii kolejowej Norymberga – Lipsk, ok. 28 km na północ od Kronach i 62 km na północny zachód od Bayreuth.

## Dzielnice
W skład miasta wchodzą następujące dzielnice: 
- Ludwigsstadt
- Ottendorf
- Ebersdorf
- Lauenhain
- Lauenstein
- Steinbach an der Haide

## Polityka
Burmistrzem jest Gert Bayerlein z SPD. Rada miasta składa się z 17 członków:
|      | CSU | SPD | Wolni Wyborcy | Razem     |
| 2002 | 5   | 9   | 3             | 17 miejsc |

## Zabytki i atrakcje
- Muzeum Łupków (Schiefermuseum)
- zamek Lauenstein

## Osoby urodzone w Ludwigsstadt
- Fritz Fischer (1908-1999), historyk
- Ernst Kapp (1808-1896), filozof, geograf
- Friedrich Christian Georg Kapp (1792-1866), pedagog